# Listă de pianiști români
Aceasta este o listă de pianiști români notabili.
- Alfred Alessandrescu
- Elena Bibescu [1][2]
- Zoltán Boros
- Aurelia Cionca
- Alexandra Costin [3]
- Mihai Crețu
- Dorina Crișan Rusu [4][5][6][7][8][9]
- Alexandra Dariescu [10][11][12]
- Dan Dediu
- Cella Delavrancea
- Andrei Deleanu
- Theophil Demetriescu
- Sile Dinicu
- Răzvan Drăguș [13]
- Tudor Dumitrescu
- Constanța Erbiceanu
- Theodor Fuchs
- Valentin Gheorghiu
- Dan Grigore
- Albert Guttman
- Clara Haskil
- Ioana Ilie
- Mîndru Katz
- Dinu Lipatti
- Radu Lupu
- Cristian Mandeal
- Horia Mihail
- Sânziana Mircea [14]
- Dan Mizrahi
- Mihai Murariu
- Florica Musicescu
- Eugen Nazare
- Paraschiv Oprea
- Richard Oschanitzky
- Cezar Ouatu
- Radu Paladi
- Constantin Sandu
- Constantin Silvestri
- Felicia Maria Stancovici
- Silvia Șerbescu
- Guilelm Șorban
- Marius Țeicu
- Mihaela Ursuleasa
- Andrei Vieru
- Roman Vlad
- Paul Weiner
- Ferdinand Weiss

## Diverse
Dinu Lipatti este considerat a fi cel mai important pianist român.